# جزيرة آير الكبرى
جزيرة آير الكبرى وهي جزيرة من جزر إندونيسيا، تتبع بولاو سيريبو، وتقع في إقليم جاكارتا.